# مايكل دوسن
مايكل داوسون (بالإنجليزية: Michael Dawson)‏ هو شخصية خيالية من شخصيات المسلسل الأمريكي لوست وقام بتأدية دوره الممثل هارولد بيريناو.
هو أحد ناجي الجزء الأوسط لتحطم طائرة أوشيانيك الرحلة 815. قبل تحطم الطائرة كانت لديه مشاكل مع ابنه والت، ولكن العلاقة بين الإثنين توثقت أكثر خلال الوقت الذي أمضوا على الجزيرة ، حاول الهروب من خلال بناء طوافة. حيث اختطف والت بعد ذلك من قبل الآخرين، غامر مايكل في محاولة لإنقاذ ابنه، ولكن تم القبض عليه. أيضاً قام بقتل آنا لوسيا كورتيز وليبي من أجل إطلاق سراح بنجامين لاينس من الأسر، وتسبب كذلك في القبض على جاك، سوير وكيت، عندما قام بعقد صفقة مع الآخرين تقضي بتمكينه من الخروج من الجزيرة. بعد أن غادر الجزيرة على متن قارب مع والت، عاد مايكل لمانهاتن، لكنه عاني من الشعور بالذنب، وانفصل عن والت وحاول الانتحار. بعد ذلك رتب بين وطوم لكي يذهب مايكل بسرية تامة على متن سفينة الشحن الكاهانا كي يقوم بإفشال مهمتها، منتحلاً اسماً آخر ألا وهو كيفن جونسون. وقد كان على متن السفينة عندما تم العثور على متفجرات سي 4، حيث كان يحاول إيقافها وذلك بتجميد بطاريتها بواسطة النتروجين السائل لتأخير تفجيرها فترة كافية مكنت الأوشيانيك الستة من الهرب، ولكن القنبلة انفجرت في نهاية المطاف، وعلى ما يبدو، أدى ذلك إلى مقتله رفقة كل من كان على متنها، باستثناء جن.